# Roc de Marsal

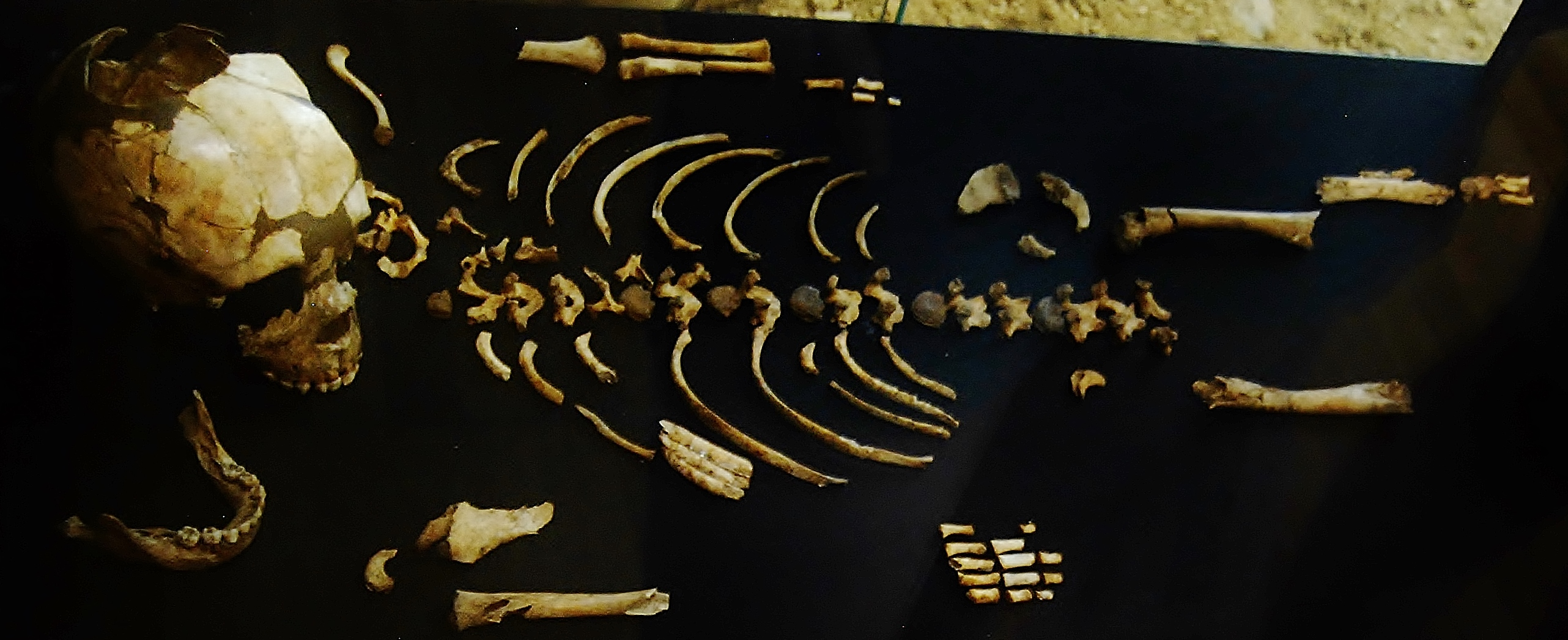
Das Kinderskelett von Roc de Marsal
(Musée national de Préhistoire, Les Eyzies-de-Tayac)

Roc de Marsal ist eine archäologische und paläoanthropologische Fundstätte auf dem Gebiet der Gemeinde Campagne-de-Buge im Département Dordogne, Südwest-Frankreich. Als bedeutendster Fund gilt das 1961 entdeckte, nahezu vollständig erhaltene Skelett eines jungen Neandertaler-Kindes. Ferner wurden Steinwerkzeuge aus der mittelpaläolithischen Kultur des Moustériens geborgen. Das Kinderskelett ist heute im Musée National de Préhistoire in Les Eyzies-de-Tayac ausgestellt, die Fundstätte ist seit 1989 als Monument historique geschützt.

## Erforschung
In der Fundstätte – einem Abri von annähernd 9 Metern Tiefe, 5,50 Metern Breite und 3 Metern Höhe – wurde erstmals 1953 von einem Amateurarchäologen, Jean Lafille, gegraben. Sie liegt am Hang eines Seitentales der Vézère, unweit der Mündung dieses Flusses in die Dordogne, und wurde aus einer rund 95 Millionen Jahre alten Kalksteinformation ausgewaschen. Lafille, der bis zu seinem Tod im Jahr 1971 die Höhle erforschte, stieß am 15. August 1961 in deren hinterem Bereich auf eine grubenartige Vertiefung von rund 90 × 70 Zentimetern, in der das Skelett eines Kindes lag, das im Alter von zwei bis drei Jahren gestorben und dort abgelegt worden war (Fundbezeichnung: Roc de Marsal 1). Die Knochen des Skeletts befanden sich in anatomisch korrekter Anordnung; das Kind war auf seine rechte Seite abgelegt worden, mit dem Kopf nach unten und die Beine nach hinten abgewinkelt. Vermutlich war das Kind in eine durch Witterungseinflüsse ausgewaschene Grube gelegt worden, und da die Fußknochen nicht erhalten geblieben sind, gilt es als unwahrscheinlich, dass der Körper des Kindes absichtsvoll mit Erde abgedeckt wurde; als wahrscheinlicher gilt, dass er allmählich durch Sedimente bedeckt wurde.
Die geologische Stufe, aus der das Neandertaler-Kind stammt, wurde bislang nur näherungsweise bestimmt, jedoch wurden die ältesten Schichten der Höhle, aus denen der Fund stammt, auf ein Alter von 90.000 bis 60.000 Jahre datiert; laut Musée National de Préhistoire starb das Kind vor 60.000 bis 70.000 Jahren. Anatomisch moderne Menschen (Homo sapiens) besiedeln Europa erst seit etwas mehr als 40.000 Jahren.
Im Jahr 2012 wurde berichtet, dass im Bereich der rund 50 Quadratmeter großen, seinerzeit von den Neandertalern genutzten Fläche mehrere Feuerstellen nachgewiesen werden konnten.

## Belege
1. 1 2  Eintrag Roc de Marsal. In: Bernard Wood (Hrsg.): Wiley-Blackwell Encyclopedia of Human Evolution. 2 Bände. Wiley-Blackwell, Chichester u. a. 2011, ISBN 978-1-4051-5510-6.
2. ↑  Musée National de Préhistoire: Enfant du Roc de Marsal.
3. ↑  Gisement en grotte du Roc de Marsal, Campagne in der Base Mérimée des französischen Kulturministeriums (französisch)
4. ↑  Asier Gómez-Olivencia und Daniel García-Martínez: New postcranial remains from the Roc de Marsal Neandertal child. In: Paléo. Band 30, Nr. 1, 2019, S. 164–169 doi:10.4000/paleo.4631.
5. ↑  Paul Goldberg et al.: Testing the Roc de Marsal Neandertal “Burial” with Geoarchaeology. In: Archaeological and Anthropological Sciences. Band 9, 2017, S. 1005–1015, doi:10.1007/s12520-013-0163-2.
6. ↑  Vera Aldeias et al.: Evidence for Neandertal use of fire at Roc de Marsal (France). In: Journal of Archaeological Science. Band 39, 2012, S. 2414–2423, doi:10.1016/j.jas.2012.01.039.
7. ↑  Paul Goldberg et al.: New evidence on Neandertal use of fire: Examples from Roc de Marsal and Pech de l’Azé IV. In: Quaternary International. Band 247, 2012, S. 325–340, doi:10.1016/j.quaint.2010.11.015.

Koordinaten: 44° 53′ 41″ N, 0° 58′ 41″ O